# Il grande alleato
Il grande alleato (Big Leaguer) è un film del 1953 diretto da Robert Aldrich.